# Ружичеве
Ру́жичеве — село в Україні, в Олександрівській селищній громаді Кропивницького району Кіровоградської області. Населення становить 42 осіб.

## Історія
Датою утворення теперішнього населеного пункту Ружичеве можна вважати 1774 рік. Спираючись на відомості 1774 року, коли за дорученням новопризначеного генерал-губернатором Новоросійської губернії Г.О.Потьомкіна була укладена детальна межова карта Єлисаветградської провінції, де зазначені  межі земельних округ у полках та в державних округах, в яких окремими кольорами зазначені ротні дачі, дачі державних слобід, населених польськими вихідцями (під окремими літерами показані малоросійські, старообрядницькі і правовірні слободи), дачі офіцерів і канцеляристів, рангові "навсігдашні", для випасу казенних коней і під вигін худоби. За примітками до карти Єлисаветградської провінції є і пояснення кому надали земельний відвод у 1774 році. Витяг з даної карти:
«Желтого гусарского полка. Восьмой роты, шанца Вершацкого прапорщику Ружичу под общий выгон и усадьбу десятин - 12. На роту и ранговых: дворов - 4, десятин - 92. Итого: 4 двора и 104 десятины земли».
Тож своєю назвою село Ружичево завдячує своєму осадчому прапорщику Ружичу (на жаль, невідомо якого походження його прізвище).
Відомий дослідник Нової Сербії та Новоросійського краю В.М. Кабузан застережує, що вже за 10 років відбулася зміна складу земельних наділів, та його власників, а тому, вже у 1784 році у селі "Ружичовці" цолнера (посада наглядача за збором мита) Резанова було 156 десятин «удобной» землі та 105 «поселенных душ» (49 чоловічої і 56 жіночої статей), у метричних книгах села Вершаць Церкви Різдва Пресвятої Богородиці можна знайти записи про народження, шлюб та смерть мешканців «помещика слободы Резановой».
У відомості Єлизаветградського повіту про тих власників, що в 6-й ревізії подавали ревізькі казки з назвою поселень до Цибулівського волосного управління від 6 липня 1812 року слобода Ружичеве вже значиться у власності полкового осавула Щербацького та має 73 ревізькі душі, тобто чоловічої статі.
Станом на 1844 рік село Ружичеве перебуває у власності штабс-капітана та поміщика Григорія Івановича Головатенка.  У метричній книзі Церкви Різдва Пресвятої Богородиці села Вершаць, прихожанами якої були Ружичани у 1840 році зустрічаються наступні прізвища:
Горобець, Заболотній, Кугут, Сіромаха, Сіромашенко, Сокур,  Мережаний, Ракулов, Чабан.

## Населення
Згідно з переписом УРСР 1989 року чисельність наявного населення села становила 96 осіб, з яких 32 чоловіки та 64 жінки.
За переписом населення України 2001 року в селі мешкали 42 особи.

### Мова
Розподіл населення за рідною мовою за даними перепису 2001 року:
| Мова       | Відсоток |
| ---------- | -------- |
| українська | 95,24 %  |
| російська  | 4,76 %   |